# Lukács Margit

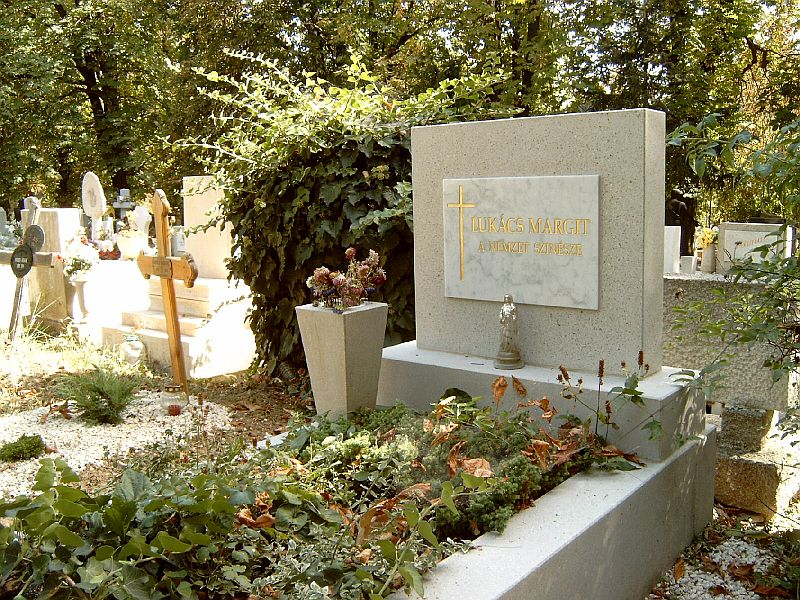
Sírja Budapesten.
Farkasréti temető: 25-3-47

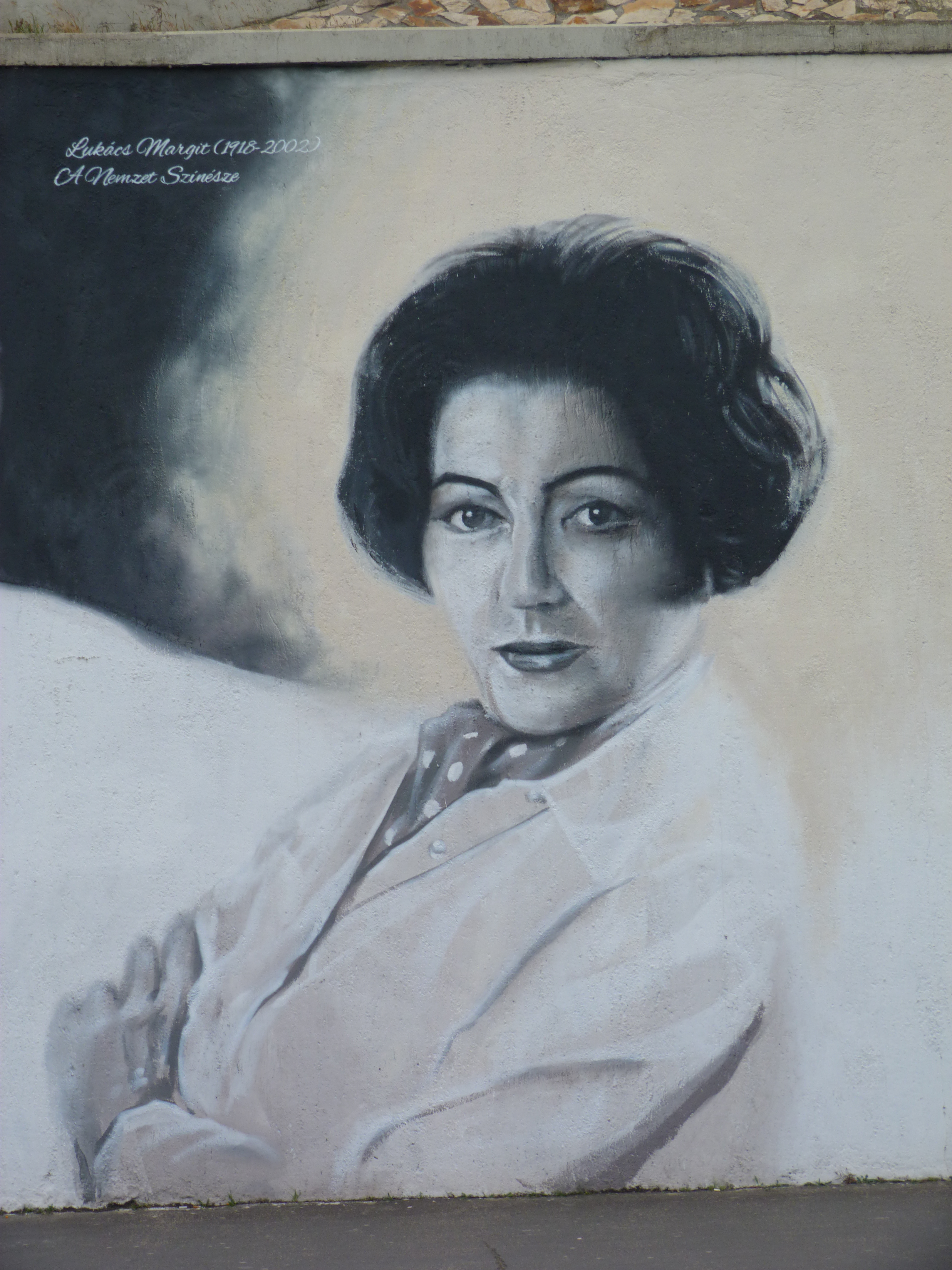
A nemzet színésze

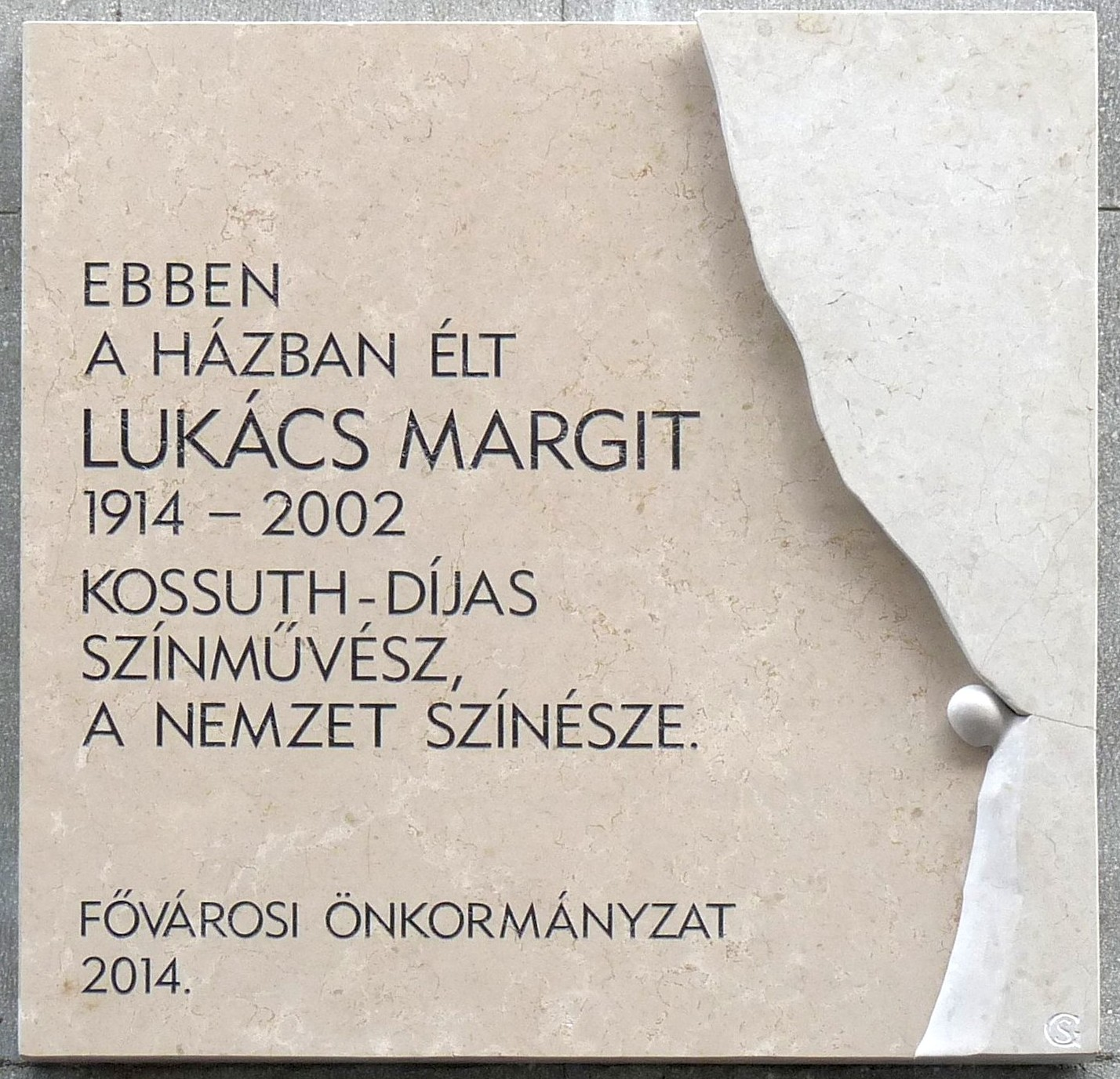
Emléktáblája egykori lakhelyén.
Budapest VIII. ker., Vas u. 2/b

Lukács Margit (Budapest, 1914. december 22. – Budapest, 2002. február 3.) a Nemzet Színésze címmel kitüntetett, Kossuth- és Jászai Mari-díjas színművésznő, érdemes és kiváló művész, a Halhatatlanok Társulatának örökös tagja.

## Életpályája
A budapesti Szilágyi Erzsébet Gimnáziumban érettségizett. 1936-ban végzett a Színiakadémián. 1937-től a Nemzeti Színház ösztöndíjasa, majd rendes tagja, 1989-től örökös tagja volt. Major Tamás igazgatása alatt, elküldte a színháztól, mert megtagadta a pártba való belépést. Két évig nem lépett színpadra, majd visszatért a Nemzetibe. 2000-től a Pesti Magyar Színház társulatához tartozott.
Vendégművészként az Operaházban, az Erkel Színházban, a Zeneakadémián, és a Budapesti Kamaraszínházban lépett fel.

## Színházi szerepei
- Aiszkhülosz: A jólelkűek... Athena
- Csehov: Ványa bácsi... Jelena
- Aymé: Őnagysága és a mészáros... Lucienne
- Bellon: Gyöngéd kötelék... Charlotte
- Noël Coward: Akt hegedűvel... Isabel Sorodin
- Coward: Forgószínpad... May Devenport
- Csák Gyula: Együtt egyedül... A hölgy
- Jurij Csepurin: Tavaszi áradás... Olga
- Csiky Gergely: Buborékok... Özvegy Sereczkyné
- Darvas József: Kormos ég... Klári
- Makszim Gorkij: Az anya... Szofja
- Gorkij: Szomov és a többiek... .Lidia
- Gyárfás Miklós: Hatszáz új lakás... Karola
- Gyurkó László: Szerelmem, Elektra... Klütaimnesztra
- Háy Gyula: Erő... Judit
- Hubay Miklós: Freud, az álomfejtő álma (Különös nyáréjszaka)... A Metresz
- Hubay Miklós: Különös nyáréjszaka... Schratt Katalin
- Katona József: Bánk bán... Gertrudis
- Kármán József: Fanni hagyományai... Zsuzsanna
- Kárpáthy–Móra Ferenc: Az aranykoporsó... Prisca
- Kende Sándor: Szerelmetes barátaim... Mária
- Jerome Kilty: Kedves hazug... Mrs. P. Campbell
- Kodály Zoltán: Czinka Panna... Czinka Panna
- Ray Lawler: A tizenhetedik baba nyara... Pearl
- Alan Jay Lerner–Frederick Loewe: My Fair Lady... Mrs. Higgins
- Luigi Pirandello: Ahogy szeretsz... Az asszony
- Madách Imre: Az ember tragédiája... Éva; Egy anya
- Gorkij: Jegor Bulicsov és a többiek... Várvara
- Miroslav Krleža: Glembay család... Glembay Angelica
- Molnár Ferenc: Az ördög... Jolán
- Nagy Ignác: Tisztújítás... Aranka
- Németh László: Galilei... Niccolininé
- Németh László: Széchenyi... Crescentia
- Sárospataky István: Szemfényvesztők... Inge von Schütz
- Sárospataky István: Teakúra... Berta
- Szigligeti Ede: A trónkereső... Predszlava
- Szigeti József: Rang és mód... Clarisse
- Konsztantyin Mihajlovics Szimonov: Az orosz kérdés... Jessie
- Szophoklész: Tragédia magyar nyelven Szophoklész Antigonéjából... Eurydiké
- Konsztantyin Andrejevics Trenyov: Ljubov Jarovája... Pávla Petrovna Pánova
- Vészi Endre: Le az öregekkel!... Ezüst hölgy
- Vörösmarty Mihály: Czillei és a Hunyadiak... Szilágyi Erzsébet
- Vörösmarty: Csongor és Tünde... Éj
- Shakespeare: Antonius és Kleopátra... Cleopatra
- Shakespeare: Lear király... Regan; Goneril
- Shakespeare: Macbeth... Lady Macbeth
- Shakespeare: Vízkereszt, vagy amit akartok... Olivia

### Egyéb színházi szerepei
- Almaviva grófné (Pierre-Augustin Caron de Beaumarchais: Figaro házassága)
- Anitra (Henrik Ibsen: Peer Gynt)
- Antigoné (Szophoklész: Oidipusz Kolonoszban)
- Beatrice (Goldoni: Két úr szolgája)
- Donna Cynthai (Agustín Moreto: Donna Diana)
- Eboli hercegnő (Friedrich Schiller: Don Carlos)
- Elmira (Molière: Tartuffe)
- Freda (Priestley: Veszélyes forduló)
- Hanna (Knittel: Via mala)
- Lady Milford (Schiller: Ármány és szerelem)
- Miranda (Shakespeare: Vihar)

## Filmszerepei

### Játékfilmek
- Szegény gazdagok (1938)
- Zúgnak a szirénák (1939)
- Mátyás rendet csinál (1939)
- Dankó Pista (1940)
- Elnémult harangok (1940)
- Néma kolostor (1941)
- Fekete hajnal (1942)
- Egy gép nem tért vissza (1944)
- Mágnás Miska (1949)
- Napfény a jégen (1962)
- Kentaurok (1979)
- Te rongyos élet (1983)
- Az évszázad csütörtökig tart (1988)

### Tévéfilmek
- Az ördögök teste (1967)
- Az Isten is János (1977)
- A különc (1980)
- Glória (1982)
- Akar velem játszani? (1982)
- Szigorú idők (1988)
- Béketárgyalás, avagy az évszázad csütörtökig tart (1989)

## Szinkronszerepei
- Hófehérke és a hét törpe (Snow White and the Seven Dwarfs) [1937] .... Királynő
- Pygmalion (Pygmalion) [1938] .... Mrs. Higgins
- Új ritmus (Birth of the Blues) [1941]
- Alkony sugárút (Sunset Blvd.) [1950] .... Norma Desmond (Gloria Swanson)
- A boldogság madara (Sadko) [1952] .... Főnixmadár (Lidiya Vertinskaya)
- Zavarosan folynak a vizek (Las aguas bajan turbias) [1952] .... Flor de Lis (Herminia Franco)
- Amíg mellettem vagy... (Solange Du da bist) [1953] .... Mona Arendt (Brigitte Horney)
- Hűtlen asszonyok (Le infedeli) [1953] .... Liliana Rogers (May Britt)
- Szegény szerelmesek krónikája (Cronache di poveri amanti) [1954] .... Elisa (Cosetta Greco)
- Halló, itt Gabriella! (Le signorine dello 04) [1955] .... Vera Colasanti (Marisa Merlini)
- 80 nap alatt a Föld körül (Around the World in Eighty Days) [1956] .... Kurtizán (Marlene Dietrich)
- Naplemente előtt (Vor Sonnenuntergang) [1956] .... Ottilie Klamroth 'Clausen' (Hannelore Schroth)
- Tisztes úriház (Pot-Bouille) [1957] .... Clotilde Duveyrier (Claude Nollier)
- A vád tanúja (Witness for the Prosecution) [1957] .... Christine Helm-Vole (Marlene Dietrich)
- Fekete arany (Eruptia) [1958] .... Nő (Lica Gheorghiu)
- A tükör két oldala (Le miroir à deux faces) [1958] .... Marie-José Vauzange-Tardivet (Michèle Morgan)
- Az elnök úr látogatása (Odwiedziny prezydenta) [1961] .... Kicia (Irena Malkiewicz)
- Eltűnt egy asszony (Tereza) [1961] .... Gita Vilary (Jelena Lukesová)
- Ki volt dr. Sorge? (Qui êtes-vous, Monsieur Sorge?) [1961] .... Helga Wolf (Adelheid Seeck)
- Az utolsó ítélet (Il giudizio universale) [1961]
- Phaedra (Phaedra) [1962] .... Phaedra (Melina Mercouri)
- Jean-Marc, avagy a házasélet (Jean-Marc ou La vie conjugale) [1964]
- Falstaff (Campanadas a medianoche) [1965] .... Lepedő Dolly (Jeanne Moreau)
- A bostoni fojtogató (The Boston Strangler) [1968] .... Ellen Ridgeway (Eve Collyer)
- Az elnök elrablása (The Kidnapping of the President) [1980]
- Coriolanus (The Tragedy of Coriolanus) [1984] .... Volumnia (Irene Worth)
- Miss Marple történetei 03.: Gyilkosság meghirdetve (A Murder Is Announced) [1985] .... Letitia Blacklock (Ursula Howells)

## Hangjátékok
- Harsányi Kálmán: Ellák (1937)
- Ibsen: Kis Eyolf (1938)
- Madách Imre: Az ember tragédiája (1938)
- Sik Sándor: István király (1938)
- Surányi Miklós: Aranybástya (1939)
- Wilhelm: A sivatag vándorai (1941)
- Ottlik Géza: Hercegek és szerelmesek (1946)
- "Vers, muzsika az esőről..." (1946)
- Mikszáth Kálmán: Két választás Magyarországon (1949)
- Illés Béla: Tűz Moszkva alatt (1950)
- Nagy Ignác: Tisztújítás (1950)
- Dienes András: Vak Bottyán (1951)
- Endrényi Magda-Leczkai András: Nemtudomka (1951)
- André Stil: Az első összecsapás (1952)
- Július tizennegyedike (1952)
- Edmond Rostand: Cyrano de Bergerac (1952)
- Szimonov, Konsztantin: Orosz kérdés (1952)
- Székely Júlia: Kutuzov tábornok (1952)
- Katona József: Bánk bán (1955)
- Palotai Boris: Ünnepi vacsora (1955)
- Krisan Csandar: A szelek anyja (1958)
- Lev Tolsztoj: Feltámadás (1958)
- Vörösmarty Mihály: Csongor és Tünde (1958)
- Zola, Emile: Tisztes úriház (1959)
- Aiszkhülosz: Eumeniszek (1962)
- Gál Zsuzsa: Vaszilij herceg (1962)
- Passuth László: A holtak nem harapnak (1962)
- Rodari-Sardarelli: A vágy füve (1964)
- Gyárfás Miklós: Sír az oroszlán (1965)
- Csehov, Anton Pavlovics: Karácsony éjjelén (1966)
- Hunyady Sándor: Nemes fém (1967)
- Kapor, Momo: Álomhinta (1967)
- Zolnay Vilmos: Hallasz engem, szívem? (1967)
- Capek, Karel: Janecsek, az ősember meg a római császár (1969)
- Jókai Mór: Erdély aranykora (1969)
- Eötvös József: Magyarország 1514-ben (1970)
- Homérosz: Odüsszeia (1970)
- Németh László: II. József (1970)
- Dosztojevszkij: A Karamazov testvérek (1971)
- Hegedűs Géza: Szemiramisz szerelme (1971)
- Történet a szerelemről és a halálról (1971)
- Könyörgés a Naphoz: Grúz költészet (1972)
- Dénes István: Vitéz Mihály ébresztése (1973)
- Henry James: Egy hölgy arcképe (1974)
- Rudolf Fabry: Ballada a háborúról és a szerelemről (1975)
- Szaltikov-Scserdin: Juduska (1975)
- Albert Zsuzsa: „Kék, tavaszi fátyol” (1976)
- Magyar földön latinul - Janus Pannonius műveiből (1976)
- Honoré de Balzac: Betti néni (1976)
- Thackeray, William Makepeace: A rózsa és a gyűrű (1981)
- Szobotka Tibor: Harkály a fán (1983)
- Helen Nielson: A borzalmak háza (1988)
- Somlyó György: Cantata Tremenda (1990)
- Szakonyi Károly: És a kertben egy páva (1992)

## Díjai, elismerései
- Farkas–Ratkó-díj (1946)
- Jászai Mari-díj (1957)
- Érdemes művész (1958)
- Kossuth-díj (1963)
- Kiváló művész (1974)
- a Nemzeti Színház örökös tagja (1989)[10]
- A Magyar Köztársasági Érdemrend középkeresztje (1992)
- Örökös tag a Halhatatlanok Társulatában (1997)
- Kazinczy-díj (1998)
- A Nemzet Színésze (2000)
- Madách Imre-díj (posztumusz; 2004)

## Emlékezete
- 2012. március 25-én, az új Nemzeti Színház megnyitásának 10. évfordulóján adták át a Nemzet Színészeit ábrázoló falképet (graffiti) a Rákóczi híd pesti hídfőjénél.
- 2014. szeptember 22-én a Kossuth-díjas művész születésének 100. évfordulója alkalmából egykori lakhelyének homlokzatán emléktáblát helyeztek el.[11]
- 2015. február 20-án a Nemzeti Színházban páholyt neveztek el róla, amit a közönség szavazott meg.[12]